# Villa Castelli (Brindisi)
Villa Castelli is een gemeente in de Italiaanse provincie Brindisi (regio Apulië) en telt 9014 inwoners (31-8-2022). De oppervlakte bedraagt 34,8 km², de bevolkingsdichtheid is 251 inwoners per km².
De volgende frazioni maken deel uit van de gemeente: Pezza delle Monache Centrale, San Barbato Lamie, Sciaiani.

## Demografie
Villa Castelli telt ongeveer 2830 huishoudens. Het aantal inwoners steeg in de periode 1991-2001 met 4,5% volgens cijfers uit de tienjaarlijkse volkstellingen van ISTAT.
| Jaar | Inwoneraantal |
| ---- | ------------- |
| 1991 | 8263          |
| 2001 | 8635          |

## Geografie
Villa Castelli grenst aan de volgende gemeenten: Ceglie Messapica, Francavilla Fontana, Grottaglie (TA), Martina Franca (TA), Tarente (TA).
Brindisi · Carovigno · Ceglie Messapica · Cellino San Marco · Cisternino · Erchie · Fasano · Francavilla Fontana · Latiano · Mesagne · Oria · Ostuni · San Donaci · San Michele Salentino · San Pancrazio Salentino · San Pietro Vernotico · San Vito dei Normanni · Torchiarolo · Torre Santa Susanna · Villa Castelli
1. ↑  https://demo.istat.it/?l=it.